# Wernalina
Wernalina – hipotetyczny hormon wzrostu wytwarzany przez rośliny podczas wernalizacji, czyli procesu wyziębiania. Proces ma miejsce u zbóż ozimych i roślin dwuletnich. W pierwszym roku wytwarzają one jedynie organy wegetatywne, w drugim kwitną (pod wpływem bodźca temperaturowego).
W latach trzydziestych XX wieku wykazano efekt wernalizacji może być przeniesiony z rośliny zwernalizowanej na roślinę, która rosła tylko w środowisku o wysokich temperaturach, doprowadzając do jej zakwitnięcia. Także ekstrakty z roślin zwernalizowanych indukowały kwitnienie. W ten sposób powstała koncepcja hormonu wywołującego zakwitanie, wytwarzanego w okresie chłodu. Hipoteza istnienia wernaliny nie znalazła doświadczalnego potwierdzenia.